# Analytical and Bioanalytical Chemistry
Analytical and Bioanalytical Chemistry (укр. Аналітична та біоаналітична хімія) — рецензований науковий журнал, який публікує дослідницькі статті в широкій галузі аналітичної та біоаналітичної хімії. Деякі з охоплених тем — це розробка приладів для мас-спектрометрії, металоміки, іоніки та аналітичної характеристики нано- та біоматеріалів.

## Історія
Журнал заснував німецький хімік, один з основоположників аналітичної хімії, Карл Ремігій Фрезеніус у 1861 році під назвою  Zeitschrift für Analytische Chemie. Журнал став першим спеціалізованим виданням з аналітичної хімії, і проіснував під цією назвою до 1944 року. Між 1944 і 1947 роками журнал не виходив через Другу світову війну. Між 1947 і 1989 роками журнал називався  Fresenius' Journal of Analytical Chemistry. У 2002 році його об'єднано з  «Analusis - A European Journal of Analytical Chemistry» та «Quimica Analitica» (Барселона, Іспанія), і журнал отримав сучасну назву «Analytical and Bioanalytical Chemistry».

## Імпакт-фактор
Журнал Analytical and Bioanalytical Chemistry мав у 2018 році імпакт-фактор 3,286 , з яким посідає 18 місце з 84 журналів у  категорії «Аналітична хімія» та 21 місце з 79 журналів у категорії «Біохімічні методи дослідження».

## Редактори
Редактори журналу: A.J Baeumner H. Cui, G. Gauglitz, G. Hopfgartner, L. Mondello, M.C. Moreno-Bondi, D.C. Muddiman, S. Szunerits, Q. Qang and S.A. Wise.